# Goupata
Goupata  este un oraș în Grecia în Prefectura Arcadia.